# Келтиберски ратови
Келтиберски ратови је назив за неколико оружаних сукоба који су се у 2. вијеку п. н. е. водили у централној Хиспанији између Римске републике на једној, те разних келтиберских племена на другој страни. Под тиме се најчешће подразумијевају:
- Први келтиберски рат (181—179. п. н. е)
- Други келтиберски рат (154—134. п. н. е), односно само прва фаза тог сукоба (154—151. п. н. е)
  - друга фаза је позната и као Нумантински рат, односно Трећи келтиберски рат (143—134. п. н. е)